# نیلوفر حائری
نیلوفر حائری (انگلیسی: Niloofar Haeri) زبان‌شناس ایرانی ساکن آمریکا است.
او دکترای خود را در رشته زبان‌شناسی از دانشگاه پنسیلوانیا دریافت کرد. پایان‌نامه او در مورد جنسیت و نوآوری زبانی بود که زیر نظر ویلیام لابوف، گیلیان سانکوف و چارلز فرگوسن نوشته شد.
او همچنین صاحب کرسی در برنامه مطالعات اسلامی در دانشگاه جانز هاپکینز و نویسنده و ویراستار چندین کتاب و مقاله در مورد مصر و ایران است.
اولین کتاب او که در سال ۱۹۹۶ منتشر شد با عنوان: بازار زبانی اجتماعی قاهره: جنسیت، طبقه و آموزش بود که باعث شهرت او شد.
آخرین کتاب او «هر چه می‌خواهد دل تنگت بگو: زنان، دعا و شعر» دربارهٔ نقش نماز و شعر در زندگی گروهی از زنان ایرانی است. حائری برای این پروژه، جایزه جان سایمون گوگنهایم را دریافت کرد. او در حال حاضر عضو مارتا ساتون ویکز در مرکز علوم انسانی استانفورد است.